# Cycloseris
Cycloseris es un género de corales de la familia Fungiidae, orden Scleractinia.
Hasta 2011 este género era considerado un subgénero de Fungia, Fungia (Cycloseris), dado que no se habían realizado análisis filogenéticos moleculares sobre toda la familia Fungiidae.
Sus especies se distribuyen en aguas del océano Indo-Pacífico, desde las costas orientales de África hasta las costas americanas del Pacífico.

## Especies
El Registro Mundial de Especies Marinas acepta las siguientes especies:
- Cycloseris boschmai Hoeksema, 2014
- Cycloseris costulata (Ortmann, 1889)
- Cycloseris curvata (Hoeksema, 1989)
- Cycloseris cyclolites (Lamarck, 1815)
- Cycloseris distorta (Michelin, 1842)
- Cycloseris explanulata (Van der Horst, 1922)
- Cycloseris fragilis (Alcock, 1893)
- Cycloseris hexagonalis (Milne Edwards & Haime, 1848)
- Cycloseris mokai (Hoeksema, 1989)
- Cycloseris sinensis Milne Edwards & Haime, 1851
- Cycloseris somervillei (Gardiner, 1909)
- Cycloseris tenuis (Dana, 1846)
- Cycloseris vaughani (Boschma, 1923)
- Cycloseris wellsi (Veron & Pichon, 1980)

- Cycloseris densicolumellus Latypov, 2011 (nomen nudum)

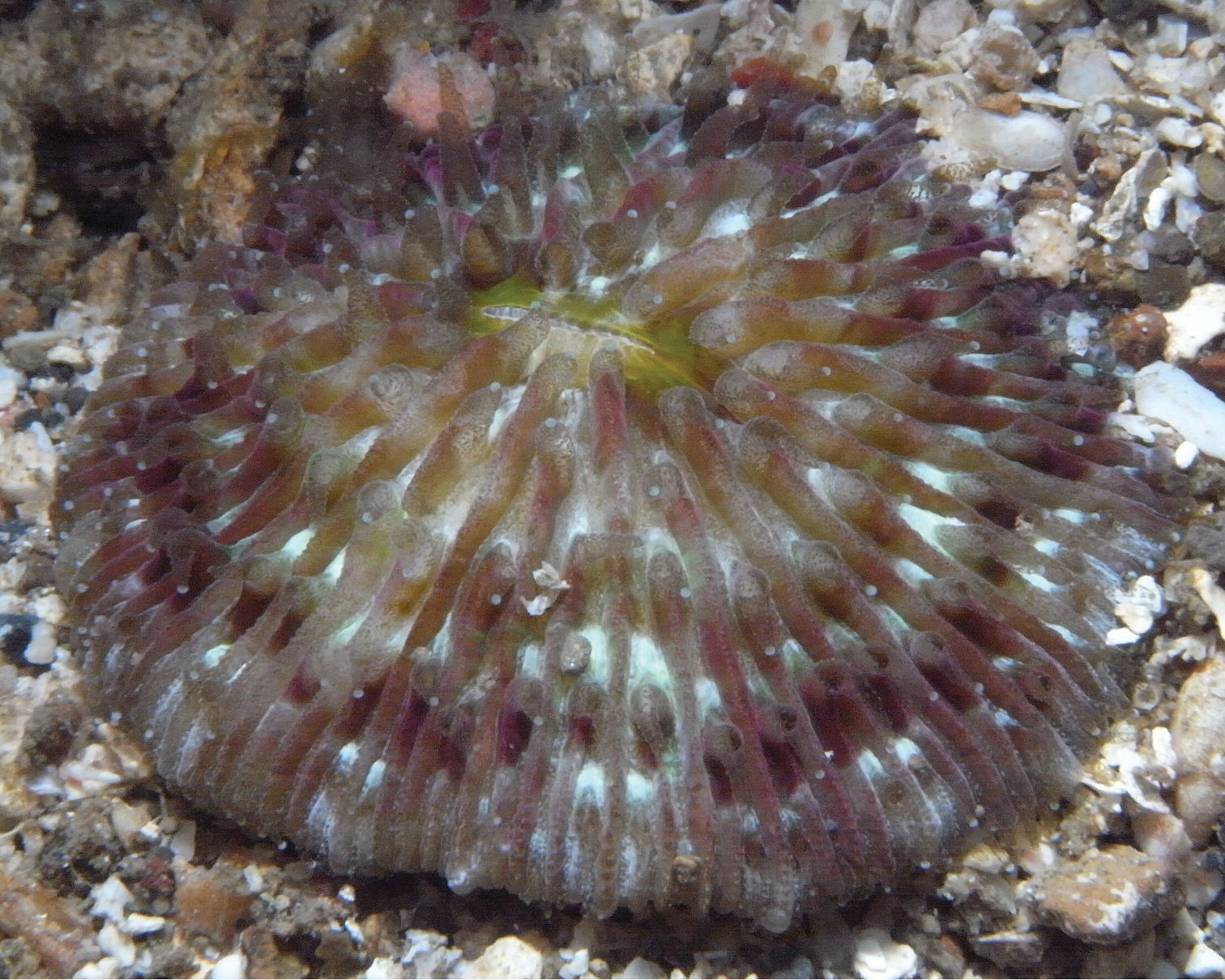
C. boschmai
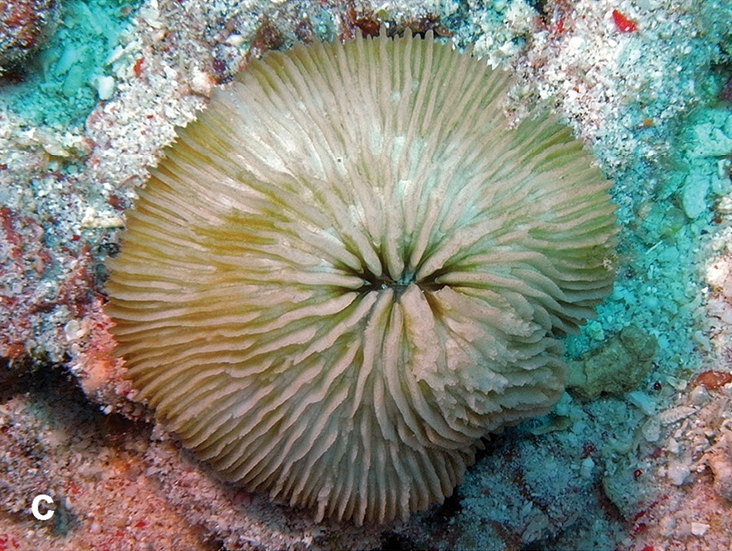
C. costulata
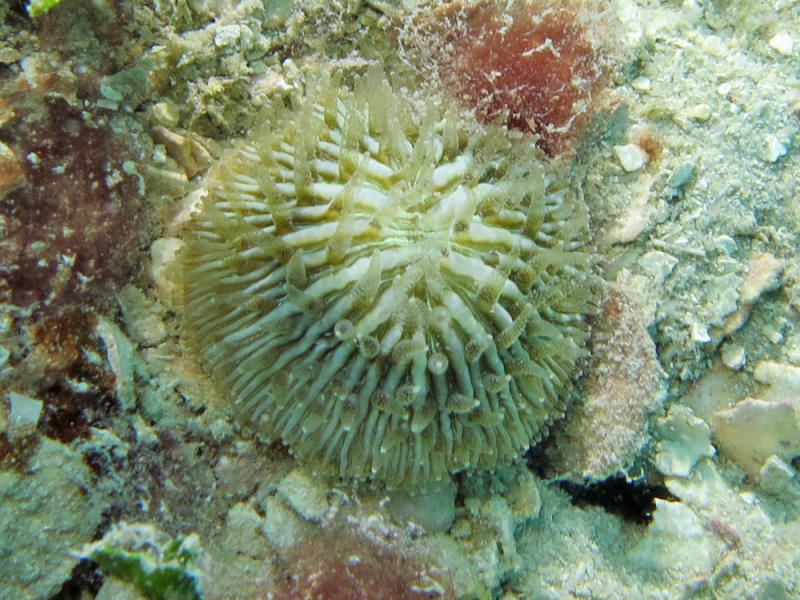
C. cyclolites
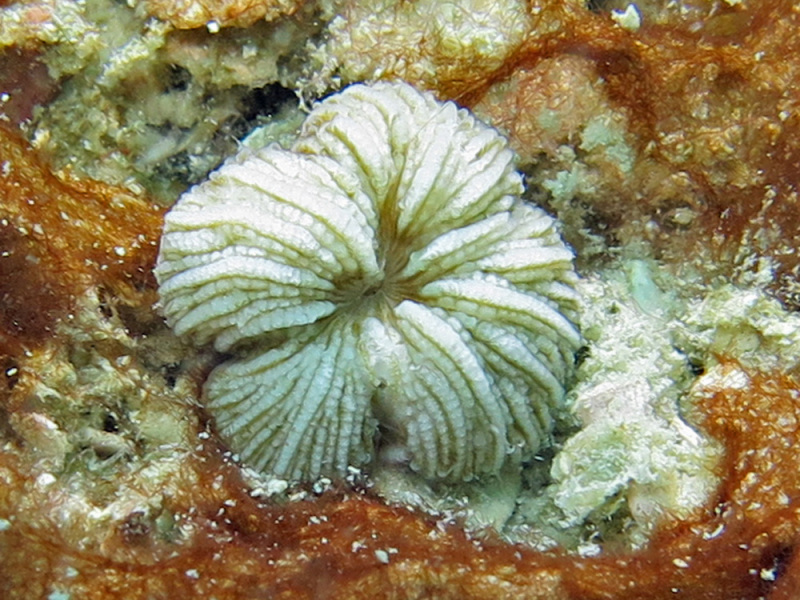
C. distorta
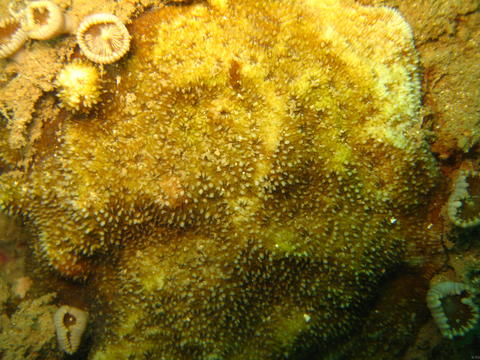
Cycloseris explanulata
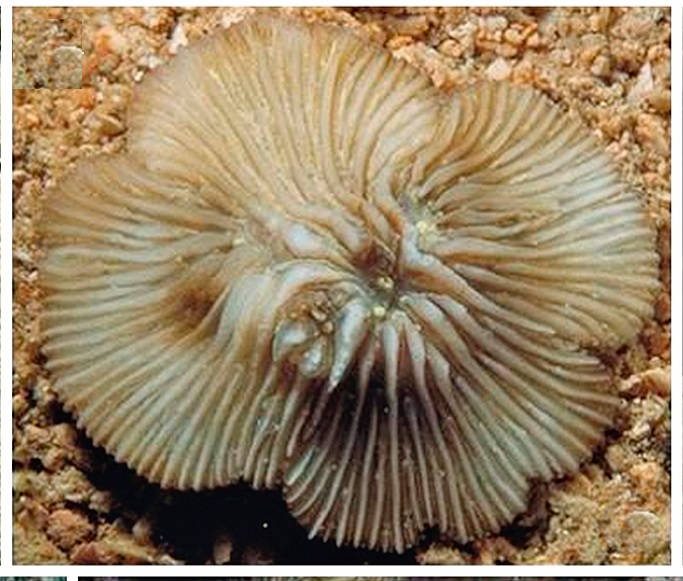
C. fragilis
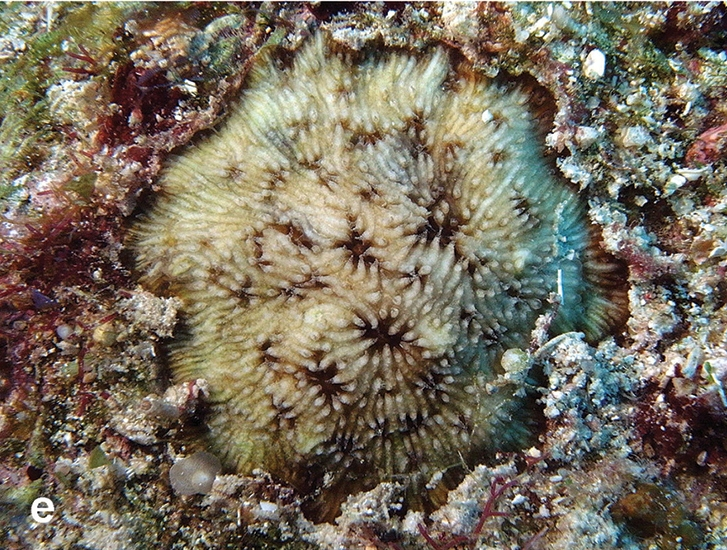
C. mokai
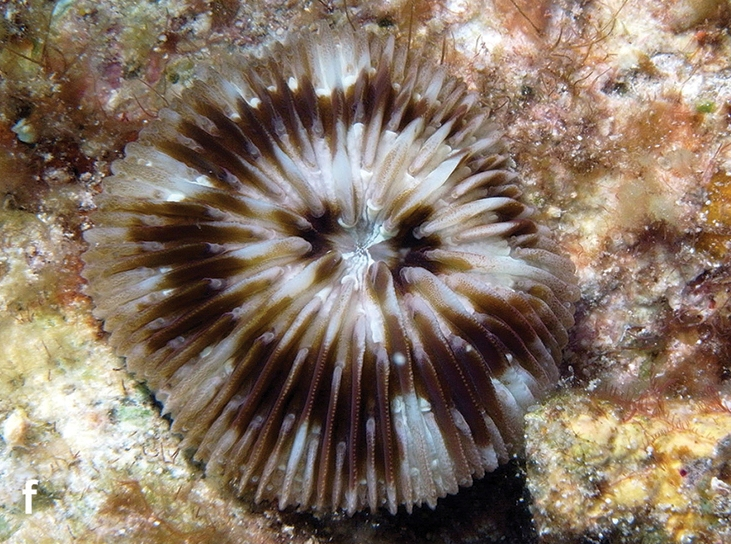
C. tenuis
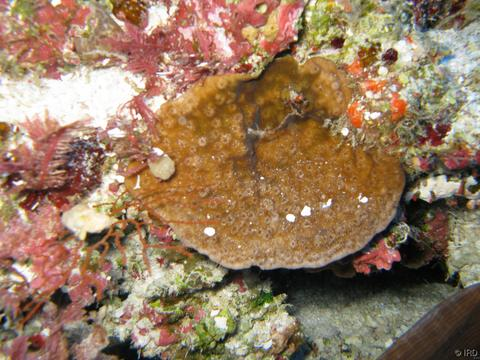
Cycloseris wellsi

## Morfología
Pueden desarrollar formas incrustantes con varias bocas o de vida libre y con una sola boca. Estas últimas tienen la capacidad de moverse, a pesar de su esqueleto calcáreo. Su sistema es inflarse de agua hasta alcanzar la forma de un globo, para desplazarse aprovechando las corrientes. 
El coralito  de las especies de vida libre es de forma circular a oval, aunque algunas formas juveniles pueden ser hexagonales. Los márgenes de los septos están adornados con dientes afilados. Los costa están recubiertos de finas protuberancias espinosas, que pueden tornarse granulosas.
Tienen tentáculos pequeños y, normalmente translúcidos, que recubren el corallum en su totalidad. Normalmente los extienden solo por la noche. Su coloración varía del amarillo al marrón, pasando por el crema o el verde.

## Alimentación
Los pólipos contienen algas simbióticas; mutualistas (ambos organismos se benefician de la relación) llamadas zooxantelas. Las algas realizan la fotosíntesis produciendo oxígeno y azúcares, que son aprovechados por los pólipos, y se alimentan de los catabolitos del coral (especialmente fósforo y nitrógeno). Esto les proporciona entre el 75 y el 95% de sus necesidades alimenticias. El resto lo obtienen atrapando plancton.

## Reproducción
Como todos los corales duros, se reproducen tanto sexual como asexualmente. En la reproducción sexual expulsan esperma y huevos al tiempo, consiguiendo la fertilización externa. El óvulo fecundado evoluciona a larva plánula, que deambula por la columna de agua hasta fijarse en el sustrato, entonces comienza a secretar su esqueleto de carbonato cálcico, aragonita, y se convierte en el coral adulto. La supervivencia de estas plánulas es pequeña, puesto que sirven de alimento a diversas especies marinas.
La reproducción asexual en las formas de vida libre, tiene lugar mediante la fracturación del esqueleto repetidamente en piezas en forma de cuña.

## Hábitat y distribución
Su distribución geográfica comprende las aguas tropicales y subtropicales del océano Indo-Pacífico, desde la costa este africana hasta las costas americanas del Pacífico. 
Suelen encontrarse en suelos blandos o rocosos del arrecife, de aguas superficiales, protegidas y soleadas, como las de las lagunas coralinas, aunque algunas especies se localizan también en lomas marinas a mayor profundidad.
Su rango de profundidad llega hasta los 304 metros, y su rango de temperaturas está entre 6.99 y 28.85 °C.